# Arnt Eliassen
Arnt Eliassen, född 9 september 1915, död 22 april 2000, var en norsk meteorolog.
Eliassen var en av pionjärerna när det gäller datorberäknade numeriska väderprognosmodeller tillsammans med bland andra John von Neumann och Jule Charney. Eliassen arbetade i Princeton och 1949 gjorde han och Jule Charney den första datorberäknade simuleringen av atmosfären. Eliassens forskning inkluderade bland annat fri och termiska driven cirkulation, frontogenes och propagering av vågor i stratifierade medier.
Han påbörjade studier vid Universitetet i Oslo 1933, blev cand.real. 1941 och dr.philos. 1950. Han var anställd vid Meteorologisk institutt i Oslo 1942–1953, var försteamanuens vid Universitetet i Oslo 1953–1958 och professor i geofysik där 1958–1985.
Eliassen tilldelades det amerikanska meteorologisamfundets finaste utmärkelse Carl-Gustaf Rossby-medaljen år 1964.